# Кубли, Милица Николаевна
Милица Николаевна Ку́бли (22 июня 1918, Тверь — 2 февраля 2007, Петрозаводск) — советская певица (меццо-сопрано), Заслуженная артистка Карело-Финской ССР (1949).

## Биография
Окончила среднюю школу в г. Калинине, Калининское музыкальное училище по классу вокала.
В 1939 г. поступила в Государственное музыкальное училище имени Гнесиных, ученица Елены Фабиановны Гнесиной.
В 1942 г. Милица Николаевна стала певицей Ярославской областной филармонии, в 1943 г. — солисткой Государственного ансамбля песни и танца КФССР «Кантеле», участвовала в деятельности фронтовых бригад артистов.
Исполняла песни на разных языках народов СССР, пела в дуэте с карельскими певицами С. А. Рикка, Л. И. Теппонен.
В 1949 г. М. Н. Кубли присвоено звание заслуженной артистки Карело-Финской ССР.
С 1952 г. — солистка Карельской государственной филармонии.
Принимала участие во всех Неделях и Декадах карельского искусства в Москве.
Была первым исполнителем произведений Л. В. Вишкарёва, А. И. Голланда, Р. С. Пергамента, К. Э. Раутио, Г.-Р. Н. Синисало.
Многие произведения в исполнении М. Кубли были записаны на пластинки Всесоюзной фирмой грамзаписи «Мелодия».
С 1961 года — преподаватель вокала в Петрозаводском педагогическом училище № 1.
Шесть романсов в её исполнении занесены в золотой музыкальный фонд России.

## Награды
- Орден «Знак Почёта» (29 октября 1951)[3].
- Медаль «За доблестный труд в Великой Отечественной войне».
- Заслуженная артистка Карело-Финской ССР (1949).